# Luigi Bilio
Luigi kardinal Bilio, B., italijanski rimskokatoliški duhovnik, škof in kardinal, * 25. marec 1826, Aleksandrija, † 30. januar 1884.

## Življenjepis
22. junija 1866 je bil povzdignjen v kardinala in imenovan za kardinal-duhovnika S. Lorenzo in Panisperna.
22. decembra 1873 je bil imenovan za kardinal-škofa Sabine; škofovsko posvečenje je prejel 12. januarja 1874.
12. julija 1876 je bil imenovan za prefekta Kongregacije za odpustke in relikvije in 20. decembra istega leta še za prefekta Kongregacije za obrede. 18. oktobra 1877 je postal uradnik Rimske kurije.
Umrl je 30. januarja 1884.